# II Liga Gallega de Fútbol Americano
La II Liga Gallega de Fútbol Americano è stata la 2ª edizione del campionato di football americano, organizzato dalla AGFA.

## Squadre partecipanti
| Club                  | Città                  | Stadio | Sponsor ufficiale | Risultato nella stagione 2013 |
| --------------------- | ---------------------- | ------ | ----------------- | ----------------------------- |
| CFA Trasnos           | Fene                   |        |                   |                               |
| Oviedo Madbulls       | Oviedo                 |        |                   |                               |
| San Francisco Teo     | Teo                    |        |                   |                               |
| Santiago Black Ravens | Santiago di Compostela |        |                   |                               |
| Towers Football       | La Coruña              |        |                   |                               |

## Stagione regolare

### Calendario

#### 1ª giornata
| 16 febbraio 2014, ore 15:30 | Towers Football | 8 – 27 | CFA Trasnos |  |

#### 2ª giornata
| 1º marzo 2014, ore 16:30 | CFA Trasnos | 13 – 34 | Oviedo Madbulls |  |

| 2 marzo 2014, ore 17:00 | San Francisco Teo | 27 – 44 | Santiago Black Ravens |  |

#### 3ª giornata
| 9 marzo 2014, ore 17:00 | Santiago Black Ravens | 72 – 0 | Towers Football |  |

#### 4ª giornata
| 15 marzo 2014, ore 16:30 | CFA Trasnos | 12 – 54 | San Francisco Teo |  |

#### 5ª giornata
| 23 marzo 2014, ore 17:00 | San Francisco Teo | 68 – 18 | Towers Football |  |

#### 6ª giornata
| 30 marzo 2014, ore 12:00 | Oviedo Madbulls | 30 – 54 | Santiago Black Ravens |  |

#### 7ª giornata
| 5 aprile 2014, ore 16:30 | Towers Football | 22 – 56 | Oviedo Madbulls |  |

#### 8ª giornata
| 12 aprile 2014, ore 16:30 | Towers Football | 18 – 80 | Santiago Black Ravens |  |

| 13 aprile 2014, ore 12:00 | Oviedo Madbulls | 52 – 26 | CFA Trasnos |  |

#### 9ª giornata
| 19 aprile 2014, ore 16:30 | CFA Trasnos | 58 – 45 | Towers Football |  |

| 20 aprile 2014, ore 11:30 | Santiago Black Ravens | 67 – 38 | San Francisco Teo |  |

#### 10ª giornata
| 27 aprile 2014, ore 12:00 | San Francisco Teo | 40 – 36 | Oviedo Madbulls |  |

#### 11ª giornata
| 4 maggio 2014, ore 12:00 | Oviedo Madbulls | 64 – 38 | San Francisco Teo |  |

| 4 maggio 2014, ore 17:00 | Santiago Black Ravens | 62 – 15 | CFA Trasnos |  |

### Classifica
La classifica della regular season è la seguente:
- PCT = percentuale di vittorie, G = partite giocate, V = partite vinte,  P = partite perse, PF = punti fatti, PS = punti subiti

| Pos. | Squadra               | PCT   | G | V | N | P | PF  | PS  |
| ---- | --------------------- | ----- | - | - | - | - | --- | --- |
| 1    | Santiago Black Ravens | 1.000 | 6 | 6 | 0 | 0 | 379 | 136 |
| 2    | Oviedo Madbulls       | .667  | 6 | 4 | 0 | 2 | 280 | 193 |
| 3    | San Francisco Teo     | .500  | 6 | 3 | 0 | 3 | 265 | 241 |
| 4    | CFA Trasnos           | .333  | 6 | 2 | 0 | 4 | 151 | 255 |
| 5    | Towers Football       | .000  | 6 | 0 | 0 | 6 | 111 | 361 |

## Verdetti
- Santiago Black Ravens Campioni della LGFA